# Championnat du Luxembourg de football 2009-2010
Navigation
Saison précédente Saison suivante
La saison 2009-2010 de Division nationale est la quatre-vingt-seizième édition de la première division luxembourgeoise.
Lors de cette saison, l'AS La Jeunesse d'Esch remporte son vingt-huitième titre de champion face aux treize meilleurs clubs luxembourgeois lors d'une série de matchs se déroulant sur toute l'année.
Les quatorze clubs participants au championnat ont été confrontés à deux reprises aux treize autres.

## Qualifications en coupe d'Europe
À l'issue de la saison, le champion se qualifie pour le premier tour de qualification des champions de la Ligue des champions 2009-2010.
Le vainqueur de la Coupe du Luxembourg prendra la première place en Ligue Europa 2009-2010. Les deux autres places en Ligue Europa sont revenues aux deuxième et troisième du championnat. Il est à noter que ces deux dernières places ne sont qualificatives que pour le premier tour de qualification et non pour le deuxième comme la première.

## Les 14 clubs participants
| Club                          | Stade                | Capacité | Ville            |
| ----------------------------- | -------------------- | -------- | ---------------- |
| UN Käerjeng                   | Um Beschel           | 1 000    | Bascharage       |
| F91 Dudelange                 | Jos Nosbaum          | 4 650    | Dudelange        |
| AS La Jeunesse d'Esch         | La Frontière         | 4 200    | Esch-sur-Alzette |
| Etzella Ettelbruck            | Centre Sportif Deich | 2 200    | Ettelbruck       |
| CS Grevenmacher               | Op Flohr             | 4 000    | Grevenmacher     |
| Swift Hesperange              | Holleschbierg        | 2 000    | Hesperange       |
| Racing FC Union Luxembourg    | Achille Hammerel     | 5 900    | Luxembourg       |
| FC Differdange 03             | Thillenberg          | 6 000    | Differdange      |
| Fola Esch                     | Emile Mayrisch       | 3 900    | Esch-sur-Alzette |
| US Rumelange                  | Municipal            | 3 000    | Rumelange        |
| Progrès Niedercorn            | Jos Haupert          | 2 800    | Differdange      |
| Rapid Mansfeldia Hamm Benfica | Luxembourg-Cents     | 2 800    | Luxembourg       |
| CS Pétange                    | Stade Municipal      | 3 300    | Pétange          |
| FC Mondercange                | Stade Communal       | 2 050    | Mondercange      |

## Compétition

### Classement
Le classement est établi sur le barème de points classique (victoire à 3 points, match nul à 1, défaite à 0).
Pour départager les égalités, on tient d'abord compte de la différence de buts générale, puis du nombre de buts marqués, puis des confrontations directes et enfin si la qualification ou la relégation est en jeu, les deux équipes jouent une rencontre d'appui sur terrain neutre.
| Rang | Équipe                        | Pts | J  | G  | N  | P  | Bp | Bc | Diff |
| ---- | ----------------------------- | --- | -- | -- | -- | -- | -- | -- | ---- |
| 1    | AS La Jeunesse d'Esch         | 57  | 26 | 17 | 6  | 3  | 45 | 20 | +25  |
| 2    | F91 Dudelange (T)             | 54  | 26 | 16 | 6  | 4  | 62 | 23 | +39  |
| 3    | CS Grevenmacher               | 43  | 26 | 13 | 4  | 9  | 46 | 40 | +6   |
| 4    | FC Differdange 03 (C)         | 42  | 26 | 12 | 6  | 8  | 41 | 30 | +11  |
| 5    | Rapid Mansfeldia Hamm Benfica | 41  | 26 | 11 | 8  | 7  | 50 | 29 | +21  |
| 6    | Fola Esch                     | 41  | 26 | 11 | 8  | 7  | 49 | 38 | +11  |
| 7    | Racing FC Union Luxembourg    | 41  | 26 | 12 | 5  | 9  | 39 | 47 | -8   |
| 8    | Etzella Ettelbruck            | 32  | 26 | 8  | 8  | 10 | 42 | 43 | -1   |
| 9    | CS Pétange (P)                | 32  | 26 | 9  | 5  | 12 | 36 | 42 | -6   |
| 10   | Swift Hesperange              | 29  | 26 | 8  | 5  | 13 | 33 | 41 | -8   |
| 11   | Progrès Niedercorn            | 28  | 26 | 6  | 10 | 10 | 39 | 44 | -5   |
| 12   | UN Käerjeng                   | 28  | 26 | 7  | 7  | 12 | 28 | 36 | -8   |
| 13   | US Rumelange                  | 22  | 26 | 7  | 1  | 18 | 27 | 63 | -36  |
| 14   | FC Mondercange (P)            | 13  | 26 | 2  | 7  | 17 | 18 | 58 | -40  |

| Légende : Qualifications et relégations | Légende : Qualifications et relégations                                                            |
| --------------------------------------- | -------------------------------------------------------------------------------------------------- |
|                                         | Ligue des champions 2010-2011 (1er tour de qualification)                                          |
|                                         | Ligue Europa 2010-2011 (2e tour de qualification)                                                  |
|                                         | Ligue Europa 2010-2011 (1er tour de qualification)                                                 |
|                                         | Qualification pour le barrage de relégation en Promotion d'honneur                                 |
|                                         | Relégation en Promotion d'honneur                                                                  |
|                                         | (T) : Tenant du titre 2008-2009 (P) : Promu en 2008-2009 (C) : Vainqueur de la Coupe du Luxembourg |

### Matchs
| Résultats (▼dom., ►ext.)                                   | DIF | DUD | ETZ | FOL | GRE | JEU | KAE | MON | PET | PRO | RAC | RMH | RUM | SWI |
| FC Differdange 03                                          |     | 0-1 | 2-0 | 0-5 | 2-0 | 5-2 | 2-1 | 1-0 | 4-1 | 1-1 | 7-0 | 1-0 | 4-0 | 1-1 |
| F91 Dudelange                                              | 3-1 |     | 1-1 | 3-3 | 5-0 | 4-0 | 1-1 | 1-0 | 2-0 | 2-1 | 3-0 | 3-0 | 0-0 | 4-1 |
| Etzella Ettelbruck                                         | 1-0 | 1-2 |     | 0-1 | 1-3 | 1-1 | 1-1 | 0-0 | 2-4 | 2-2 | 6-1 | 1-1 | 1-2 | 1-0 |
| Fola Esch                                                  | 1-1 | 1-3 | 5-4 |     | 3-2 | 0-1 | 0-0 | 1-1 | 2-1 | 4-1 | 1-2 | 1-1 | 4-2 | 4-1 |
| CS Grevenmacher                                            | 2-0 | 1-0 | 3-1 | 2-0 |     | 2-5 | 5-2 | 0-1 | 0-3 | 2-1 | 1-1 | 3-2 | 4-1 | 2-1 |
| AS La Jeunesse d'Esch                                      | 2-1 | 1-1 | 1-2 | 1-0 | 2-0 |     | 2-0 | 2-0 | 0-0 | 2-1 | 5-1 | 1-0 | 4-0 | 3-1 |
| UN Käerjeng                                                | 1-4 | 1-0 | 0-1 | 1-0 | 1-1 | 0-0 |     | 1-1 | 0-0 | 2-0 | 1-3 | 0-1 | 1-2 | 0-2 |
| FC Mondercange                                             | 1-1 | 0-9 | 2-1 | 2-2 | 1-5 | 1-1 | 0-4 |     | 0-1 | 1-1 | 1-2 | 1-5 | 0-2 | 0-2 |
| CS Pétange                                                 | 0-0 | 0-1 | 1-1 | 1-3 | 2-0 | 0-3 | 3-1 | 5-2 |     | 1-1 | 4-1 | 0-1 | 1-3 | 1-3 |
| Progrès Niedercorn                                         | 0-0 | 4-2 | 1-3 | 1-1 | 0-0 | 0-2 | 0-2 | 4-2 | 0-1 |     | 2-2 | 2-2 | 3-1 | 1-4 |
| Racing FC Union Luxembourg                                 | 0-1 | 2-2 | 3-4 | 2-2 | 2-1 | 0-2 | 1-0 | 1-0 | 3-1 | 1-2 |     | 1-0 | 3-0 | 1-0 |
| Rapid Mansfeldia Hamm Benfica                              | 3-0 | 4-2 | 3-1 | 3-0 | 2-2 | 0-1 | 3-0 | 2-0 | 7-2 | 3-3 | 1-1 |     | 0-3 | 0-0 |
| US Rumelange                                               | 1-2 | 0-5 | 1-3 | 2-4 | 0-2 | 0-1 | 2-3 | 2-0 | 1-0 | 0-3 | 0-3 | 0-6 |     | 1-2 |
| Swift Hesperange                                           | 3-0 | 0-2 | 2-2 | 0-1 | 1-3 | 0-0 | 1-4 | 2-1 | 1-3 | 1-4 | 0-2 | 0-0 | 4-1 |     |
| - Victoire à domicile - Match nul - Victoire à l'extérieur |     |     |     |     |     |     |     |     |     |     |     |     |     |     |

- Le match Dudelange-Racing est remporté 3-0 sur tapis vert par Dudelange après une interruption de la partie due à une bagarre entre deux joueurs[1].

### Barrage
L'UN Käerjeng, douzième de Division Nationale affronte la troisième meilleure équipe de Promotion d'Honneur, le CS Obercorn, pour tenter de se maintenir. 
| Date        | Équipe 1         | Résultat | Équipe 2         | Lieu        |
| ----------- | ---------------- | -------- | ---------------- | ----------- |
| 28 mai 2010 | UN Käerjeng (D1) | 3 - 1    | CS Obercorn (D2) | Mondercange |

L'UN Kaërjeng se maintient en Division nationale tandis que le CS Obercorn reste en Promotion d'honneur.

## Bilan de la saison
| Championnat du Luxembourg de football 2009-2010 |                                   |
| Champion                                        | AS La Jeunesse d'Esch (28e titre) |
| Dauphin                                         | F91 Dudelange                     |
| Coupes et trophées                              |                                   |
| Vainqueur de la Coupe du Luxembourg 2009-2010   | FC Differdange 03                 |
| Qualifications continentales                    |                                   |
| Ligue des champions de l'UEFA 2010-2011         | AS La Jeunesse d'Esch             |
| Ligue Europa 2010-2011                          | FC Differdange 03                 |
| Ligue Europa 2010-2011                          | F91 Dudelange                     |
| Ligue Europa 2010-2011                          | CS Grevenmacher                   |
| Promotions et relégations                       |                                   |
| Promus en Division nationale                    | FC Wiltz 71                       |
| Promus en Division nationale                    | FC Jeunesse Canach                |
| Relégués en Promotion d'honneur                 | US Rumelange                      |
| Relégués en Promotion d'honneur                 | FC Mondercange                    |